# Parapsammophila caspica
Parapsammophila caspica är en biart som först beskrevs av Gussakovskij 1930.  Parapsammophila caspica ingår i släktet Parapsammophila och familjen grävsteklar. Inga underarter finns listade i Catalogue of Life.